# Tabascoschildkröte
Die Tabascoschildkröte (Dermatemys mawii) ist eine in Mittelamerika heimische nachtaktive Wasserschildkröte.
Der deutsche Name leitet sich von dem mexikanischen Bundesstaat Tabasco ab, den diese Art bewohnt. Die Kopf-Rumpf-Länge beträgt zwischen 50 und 65 Zentimeter, der Schwanz ist sehr kurz. Das Gewicht kann bis zu 20 Kilogramm erreichen. 
 Die Kopfoberseite ist bei Männchen gelb oder braun, bei Weibchen olivenfarben. Der Panzer ist oval und olivgrau. Sie lebt in größeren Flüssen und Seen und geht nur zur Eiablage an Land. Die 6 bis 20 im Herbst oder Sommer gelegten Eier werden zum Schutz von Pflanzen bedeckt oder im Schlamm verborgen. Tabascoschildkröten ernähren sich vegetarisch von Wasserpflanzen und Früchten, Jungtiere nehmen auch Fische und Krebstiere zu sich.
Diese Schildkröte ist in Mittelamerika von Südmexiko bis nach Nordhonduras verbreitet, wird jedoch von der IUCN als „vom Aussterben bedroht“ (critically endangered) gelistet. Da Fleisch und Eier dieser Tiere hohe Preise erzielen, wurde die Tabasco-Schildkröte überjagt. Die CITES hat ein Handelsverbot dieser Schildkröten verhängt und es gibt mehrere regionale Schutzprogramme.
Die Tabascoschildkröte ist die einzige Art in der monotypischen Familie der Mittelamerikanische Flussschildkröten (Dermatemydidae). Nicht verwechseln sollte man die Tabascoschildkröte mit der Spitzschnauzen-Klappschildkröte (Kinosternon acutum), die im Englischen als „Tabasco Mud Turtle“ bezeichnet wird.